# 167. vestlige længdekreds
Den 167. vestlige længdekreds (eller 167 grader vestlig længde) er en længdekreds, der ligger 167 grader vest for nulmeridianen. Den løber gennem Ishavet, Nordamerika, Stillehavet, det Sydlige Ishav og Antarktis.